# CRH5
Der CRH5 ist ein elektrischer Hochgeschwindigkeitszug in der Volksrepublik China. CRH ist die Abkürzung für China Railway High-speed.

## CRH5A
Der CRH5A ist ein Triebzug der Alstom-Avelia-Pendolino-Familie. Im Gegensatz zu einigen anderen Pendolino-Versionen haben die CRH5 keine Neigetechnik.
Die im italienischen Savigliano gebauten Züge wurden zum Hafen Genua gebracht und dort nach China verschifft. Drei der 60 wurden dabei in zusammengebauter Form überführt, 57 Züge in Einzelteilen, die dann in China montiert wurden.
Weitere Züge wurden ab 2009 direkt bei der chinesischen CNR Changchun bestellt. Insgesamt wurden bis 2012 140 Züge geliefert.
Die ersten Züge nahmen den Betrieb auf einer 189 Kilometer langen Strecke auf, die die Städte Shijiazhuang und Taiyuan in den Provinzen Hebei und Shanxi, etwa 600 Kilometer südwestlich von Peking, miteinander verbindet. Dabei fahren sie mit einer Höchstgeschwindigkeit von 250 km/h. Ende 2008 wurden die Bauarbeiten an der Strecke beendet. Für die Elektrifizierung erhielt Alstom einen Auftrag im Wert von rund 42 Millionen Euro.

## CRH5G und CRH5E
Neben den CRH5A lieferte CNR Changchun Weiterentwicklungen. 84 Achtwagenzüge des Typs CRH5G sind für harsche Klimabedingungen in der Wüste (Kälte und Sand) angepasst. Zudem wurden zwei Schlafwagenzüge mit 16 Wagen beschafft, die die Bezeichnung CRH1E erhielten.

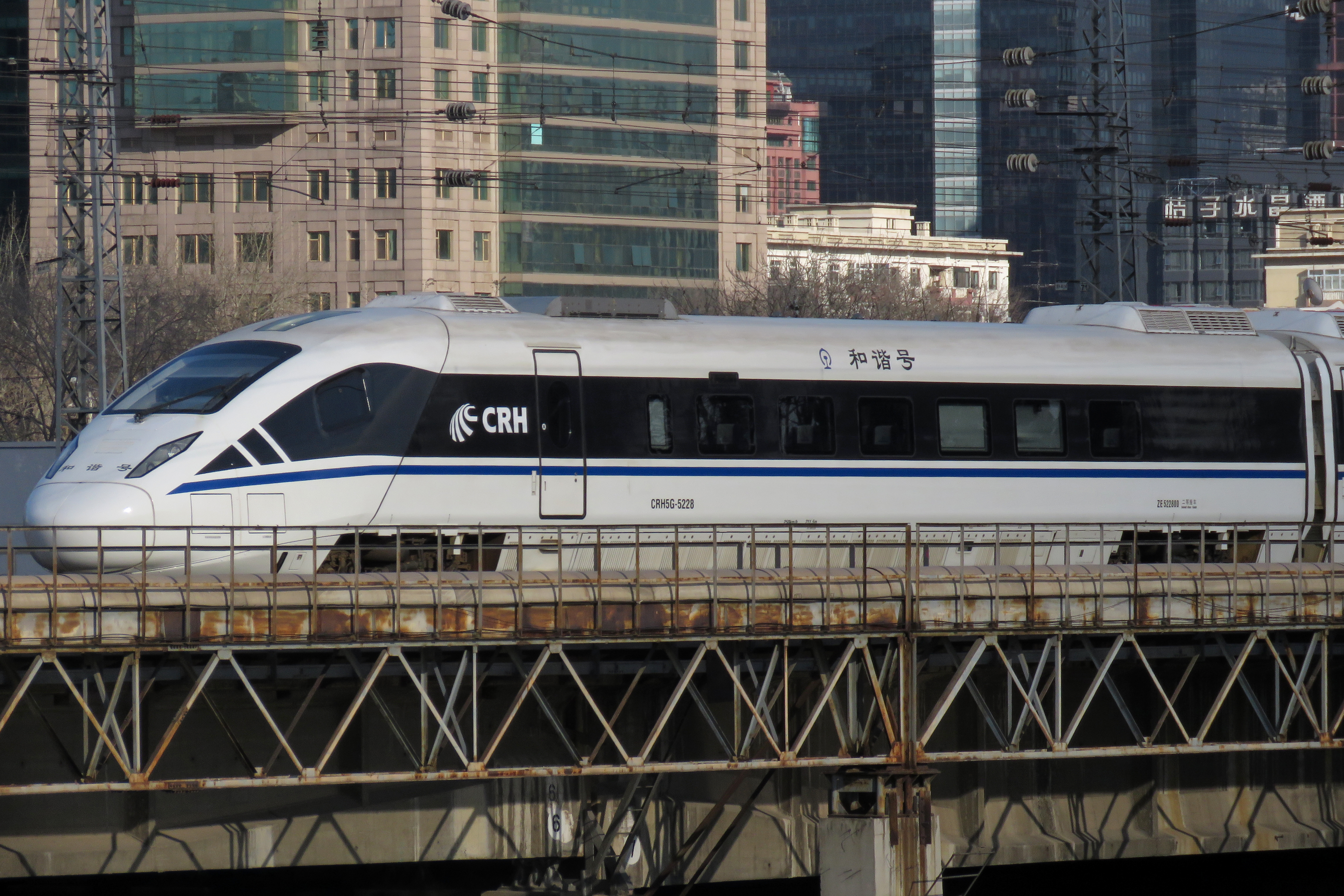
CRH5G in Shenyang
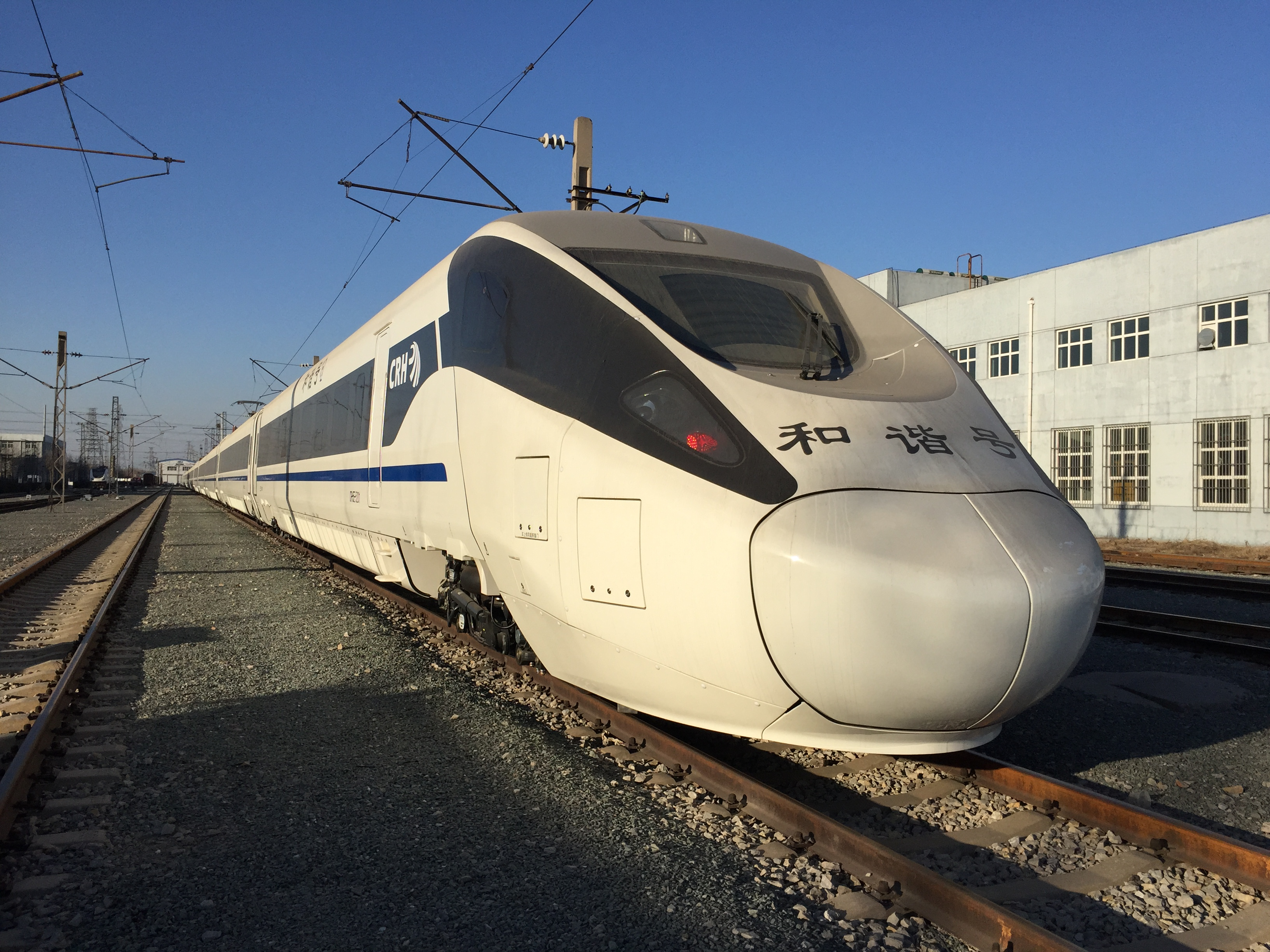
Nachtzug CRH5E